# Newton Poppleford
Newton Poppleford is een plaats in het Engelse graafschap Devon met 1.682 inwoners. Newton Poppleford maakt deel uit van de civil parish Newton Poppleford and Harpford.